# Vlietbrug
Vlietbrug is een stenen boogbrug in de binnenstad van de Nederlandse stad Leiden. De brug overspant de Vliet en over de brug loopt de Boisotkade. De brug bestaat uit zandstenen en blokken. Bovenaan weerskanten van de brug bevindt zicht een sluitsteen met een leeuwenmasker. Ze verschillen van elkaar. 

## Geschiedenis
De Vietbrug is oorspronkelijk een waterpoort uit 1389 (genaamd het Vlietgat) in de stadswal bij de Vliet. De brug is van historisch belang omdat hier op 3 oktober 1574 de watergeuzen Leiden binnenvoeren om de stad te ontzetten van de Spanjaarden. Ze deelden vervolgens haring, brood, kaas en drank uit aan de hongerige bevolking. Elders buiten de stad werd in het verlaten Spaanse kamp een pan met hutspot gevonden. Sindsdien is het traditioneel op 3 oktober hutspot te eten. De samenstelling daarvan verschilt echter nogal van de oorspronkelijke.
In 1611 werd de brug vervangen tot een boogbrug van baksteen met ijzeren hekken. De hekken werden, afhankelijk van het seizoen maar meestal om 10.00 uur 's avonds, dichtgedraaid om smokkelarij tegen te gaan. In 1644 werden de hekken vervangen door houten deuren. Maar eens zijn die deuren verwijderd en niet meer teruggehangen. Slechts de ophanging herinnert er nog aan. In 1663 zijn de borstweringen vervangen door ijzeren balusters. In 1999 is de brug gerestaureerd. Hierbij werden oude materialen gebruikt waarbij de oorspronkelijke constructie gehandhaafd bleef.

## Foto's

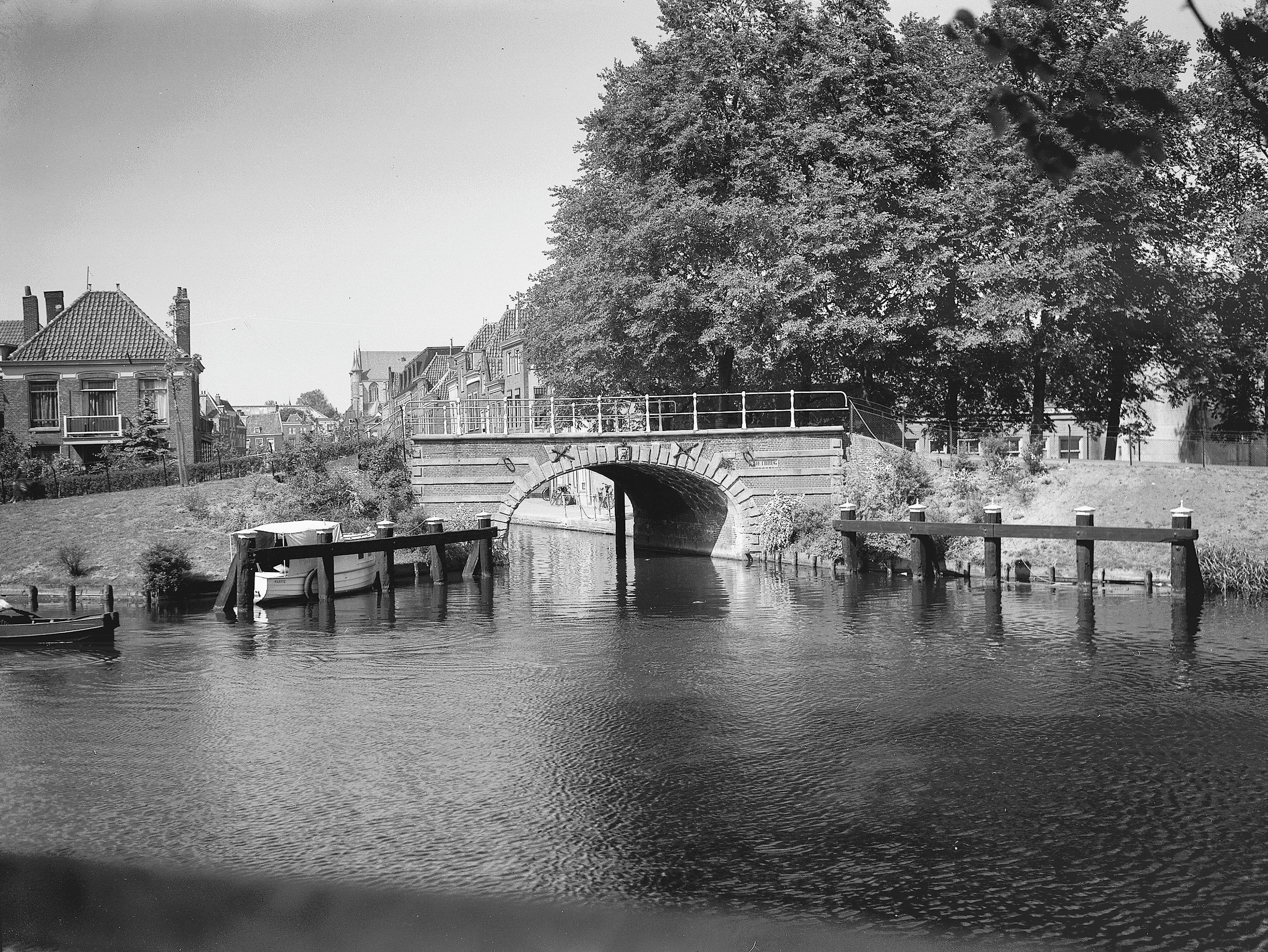
Brug in 1939
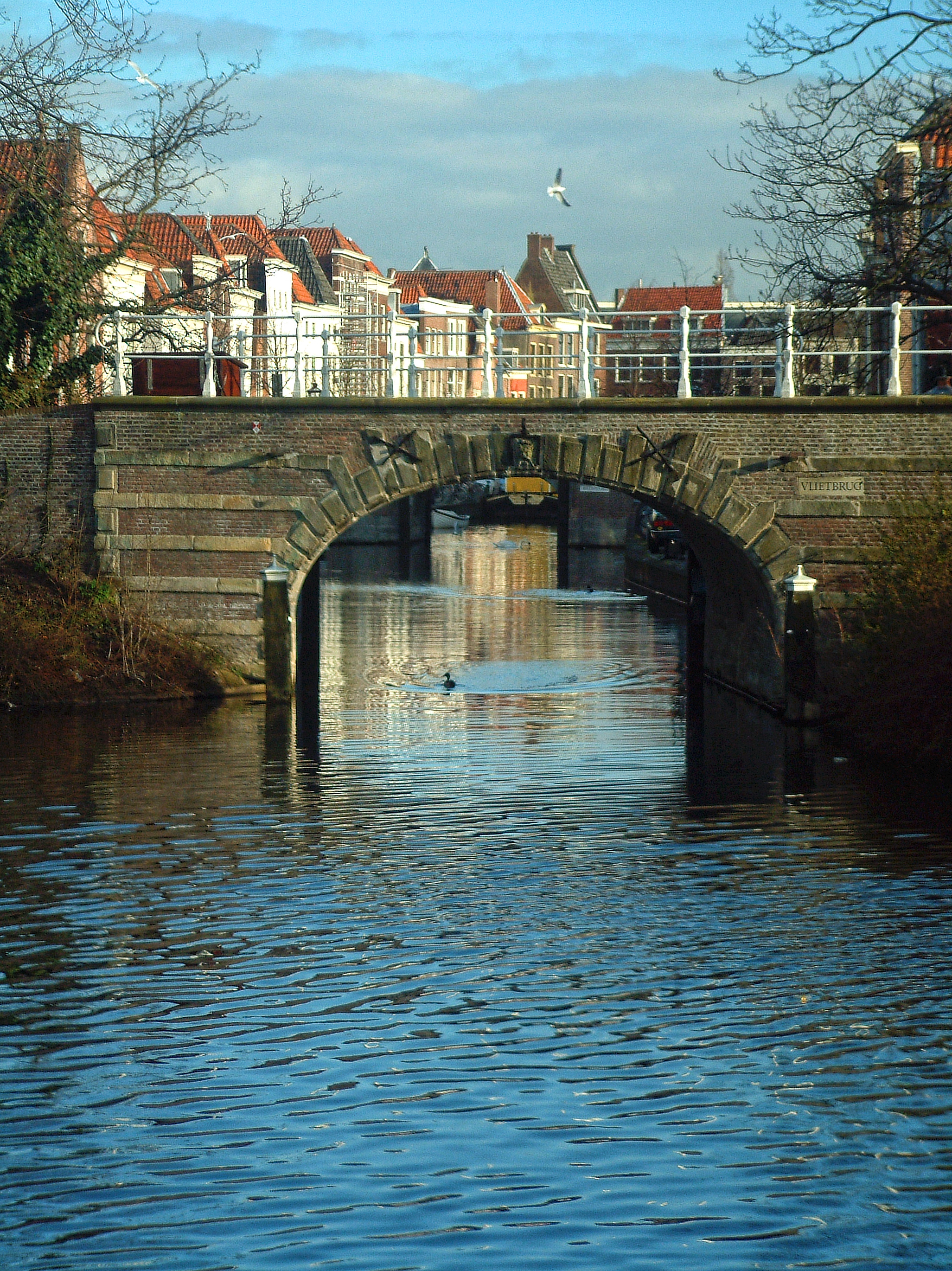
Brug in 2012